# 坎普阿莱格里杜菲达戈
坎普阿莱格里杜菲达戈（葡萄牙語：Campo Alegre do Fidalgo）是巴西皮奥伊州的一个市镇。总面积755.529平方公里，总人口4412人，人口密度5.8人/平方公里。